# Piranszahr
Piranszahr (perski: پیرانشهر) – miasto w Iranie. W 2006 roku miasto miało około 138.864 mieszkańców.
Piranshahr jest ośrodkiem mukerian.